# 直送ふるさと特急便
『直送ふるさと特急便』（ちょくそうふるさととっきゅうびん）は、1985年10月16日から1986年3月26日までテレビ東京系列局で放送されていたテレビ東京製作の情報バラエティ番組である。放送時間は毎週水曜 20:00 - 20:54 （日本標準時）。
「田舎」「地方」「お国」に関する情報と人間模様を紹介していた番組。司会は西川きよしと吉幾三が務めていた。